# گرن توریسمو (فیلم)
گرن توریسمو (به انگلیسی: Gran Turismo) یک فیلم زندگی‌نامه‌ای-داستان بلوغ آمریکایی در ژانر درام-ورزشی به کارگردانی نیل بلومکمپ براساس فیلمنامه‌ای از جیسون هال و زک بیلین با بازی دیوید هاربر، اورلاندو بلوم، آرچی مادکوه، جری هالیول و جایمن هانسو است. این فیلم که توسط کلمبیا پیکچرز و پلی‌استیشن پروداکشنز تولید شده است، بر اساس مجموعه بازی‌های ویدیویی به همین نام ساخته شده توسط پولی‌فونی دیجیتال ساخته شده‌است. این فیلم همچنین بر اساس یک داستان واقعی ساخته شده‌است.
ساخت فیلمی بر اساس گرن توریسمو در سال ۲۰۱۳ آغاز شد و مایکل دی لوکا و دانا برونتی آن را با فیلمنامه‌ای از الکس تسه تهیه کردند. در سال ۲۰۱۵، جوزف کوشینسکی قرار بود این فیلم را کارگردانی کند و جان و اریش هوبر فیلمنامه جدیدی را بنویسند. تا سال ۲۰۱۸، نسخه کوشینسکی دیگر به جلو حرکت نمی‌کرد. در مه ۲۰۲۲، ساخت نسخه جدیدی از فیلم گرن توریسمو آغاز شد و بلومکمپ در نظر داشت کارگردانی کند. بازیگران اصلی در سپتامبر ۲۰۲۲ تأیید شدند.

## داستان
این فیلم در مورد یک بازیکن گرن توریسمو به مان یام مارازو هست شخصی از عضو کمپانی نیسان قصد دارد یک پروژه اغاز کند تا بهترین گیمر‌های بازی گرن توریسمو در دنیای مسابقات اتومبیل رانی شرکت کنند در سراسر اروپا نمايند های از کشور های مختلف شرکت می کنند  یان به عنوان نماینده ولز در این مسابقه انلاین شرکت می‌کند در مسابقه انلاین ده نفر اول دعوت میشوند تا برای تمرین برای دنیای مسابقات باشد اما برای گیمر ها تمرینات ورزشی بسیار سخت طاقت فرسا میباشد 
پنج نفر در حین تمرینات حذف می‌شود در یک مسابقه یان با اختلاف میلی متری پیروز میشود و برای تیم نیسان مسابقه بدهد اما یان برای عضویت گواهینامه رانندگی حرفه ای ندارد 
و بر اساس داستان واقعی میباشد.

## فیلمبرداری
فیلمبرداری در ماه نوامبر در مجارستان آغاز شد و در دسامبر ۲۰۲۲ با ژاک ژوفره به عنوان فیلمبردار به پایان رسید.